# Marc Oliveras
Marc Oliveras Gabarre est un skieur alpin et skieur acrobatique andorran, né le 20 décembre 1991 à Barcelone, en Espagne.

## Carrière
Il fait ses débuts en Coupe du monde en décembre 2010 à Val Gardena et aux Championnats du monde en 2013 à Schladming, terminant notamment 27e du super combiné
Oliveras participe aux Jeux olympiques d'hiver de 2014, où il est 40e de la descente, 34e du super G, 38e du slalom géant et 31e du combiné. Aux Jeux olympiques d'hiver de 2018, il est 33e du super G, 29e du combiné et ne termine pas la descente. Il gagne la médaille d'argent du super G à l'Universiade d'hiver de 2015 à Sierra Nevada.
En 2019, il fait ses débuts internationaux en ski de vitesse, se classant 17e pour sa première épreuve de Coupe du monde. Pour la saison suivante, il change de sport et court désormais en skicross.
Il a souffert de lupus, une maladie auto-immune.

## Palmarès

### Jeux olympiques
| Jeux olympiques | Sotchi 2014 | Pyeongchang 2018 |
| --------------- | ----------- | ---------------- |
| Descente        | 40e         | Abandon          |
| Super G         | 34e         | 33e              |
| Slalom géant    | 38e         | -                |
| Combiné         | 31e         | 29e              |

### Championnats du monde
| Championnats du monde | Schladming 2013 | Saint-Moritz 2017 | Åre 2019 |
| --------------------- | --------------- | ----------------- | -------- |
| Descente              | 32e             | 36e               | 44e      |
| Super G               | Abandon         | 33e               | 35e      |
| Slalom géant          | Abandon         |                   |          |
| Combiné               | 27e             | 37e               |          |

### Universiades
- Sierra Nevada 2015 : 
  -  Médaille d'argent en super G.

### Championnats d'Andorre
- Champion du super G en 2014, 2016 et 2019.
- Champion de la descente en 2017 et 2019.